# Waldbreitbach
Waldbreitbach est une station climatique (Luftkurort) reconnue, dans la pittoresque vallée de la Wied. C'est une municipalité de la Verbandsgemeinde (collectivité territoriale) de Rengsdorf-Waldbreitbach, dans l'ouest de l'Allemagne, qui fait partie de l'arrondissement de Neuwied, en Rhénanie-Palatinat.

## Géographie
La commune est située sur les rives de la rivière Wied, un affluent du Rhin, à 15 km au nord de Neuwied.

## Histoire
Le lieu est mentionné pour la première fois en tant que « Bretpah » dans un document de 957, qui décrit la limite avec la commune voisine de St. Castor de Rengdorf. 
Plus tard dans l'histoire, il est toujours question de « Tal » (vallée) et de « Breitbach » (ruisseau large) pour les 2 villages voisines de Waldbreitbach et de Niederbreitbach, comme décrit notamment par Mathilde de Sayn (de). Depuis la fin du Moyen Âge jusqu’aux temps modernes, le Waldbreitbach d’aujourd’hui s’appelait Breitbach, alors que Niederbreitbach, plus au sud, avait le préfixe « Walt » -Breitbach. Ce préfixe désigne le lieu de l’administration, venant étymologiquement du mot Ver-walt-ung (aussi Grefenbreitbach, comme lieu de juridiction avec le préfixe « Grefen » venant de greffier).
Des recherches historiques ont démontré qu’avant l’ère de Mathilde de Sayn (de), le pays de Breitbach faisait partie des propriétés dispersées de Thuringe en Rhénanie, mais était convoité par la suite également par l’évêché de Cologne et le comté de Sayn. Pour mettre fin aux querelles, le prince électeur et archevêque de Cologne Philipp I. de Heinsberg (1167–1191) arrangeait finalement l’attachement de ce territoire au comté de Sayn, en tant que dot de mariage.
À la mort d'Henri III de Sayn (1202–1246), époux de Mathilde, et après des confrontations turbulentes, le pays de Breitbach retombait dans l’autorité de Cologne en tant qu'Amt (administration) Neuerburg en 1250. Le Moyen Âge est marqué par des mises en gage répétitives par l’électorat de Cologne jusqu’au XVIIe siècle quand Clemens August, archevêque de Cologne y a mis fin. 
L’extraction du minerai était déjà considérable vers la fin du Moyen Âge à Waldbreitbach. L’Ordre Teutonique y entretenait alors un régime de la commende selon les vœux de Mathilde de Sayn (de). À partir de 1313, cette entreprise était affectée à l’ordre Teutonique de Megentheim, puis transmis en 1602 au bailliage de Coblence. Cet ordre s’occupait également du patronage de l’église paroissiale (Johannes Baptista, plus tard Beata Maria Virgo).  
À la fin du Moyen Âge existait à Waldbreitbach un tribunal laïque, qui remplaçait la juridiction initialement ecclésiastique. Ce tribunal fut dissous et transféré à Neuwied au milieu du XIXe siècle, provoquant alors une forte résistance dans la population. Le temps d’appartenance à l’électorat de Cologne finissit en 1803 lorsque l’administration Neuerburg passa au comté de Wied, puis de 1806 à 1815 à la maison de Nassau, puis à la province rhénane du royaume de Prusse. 

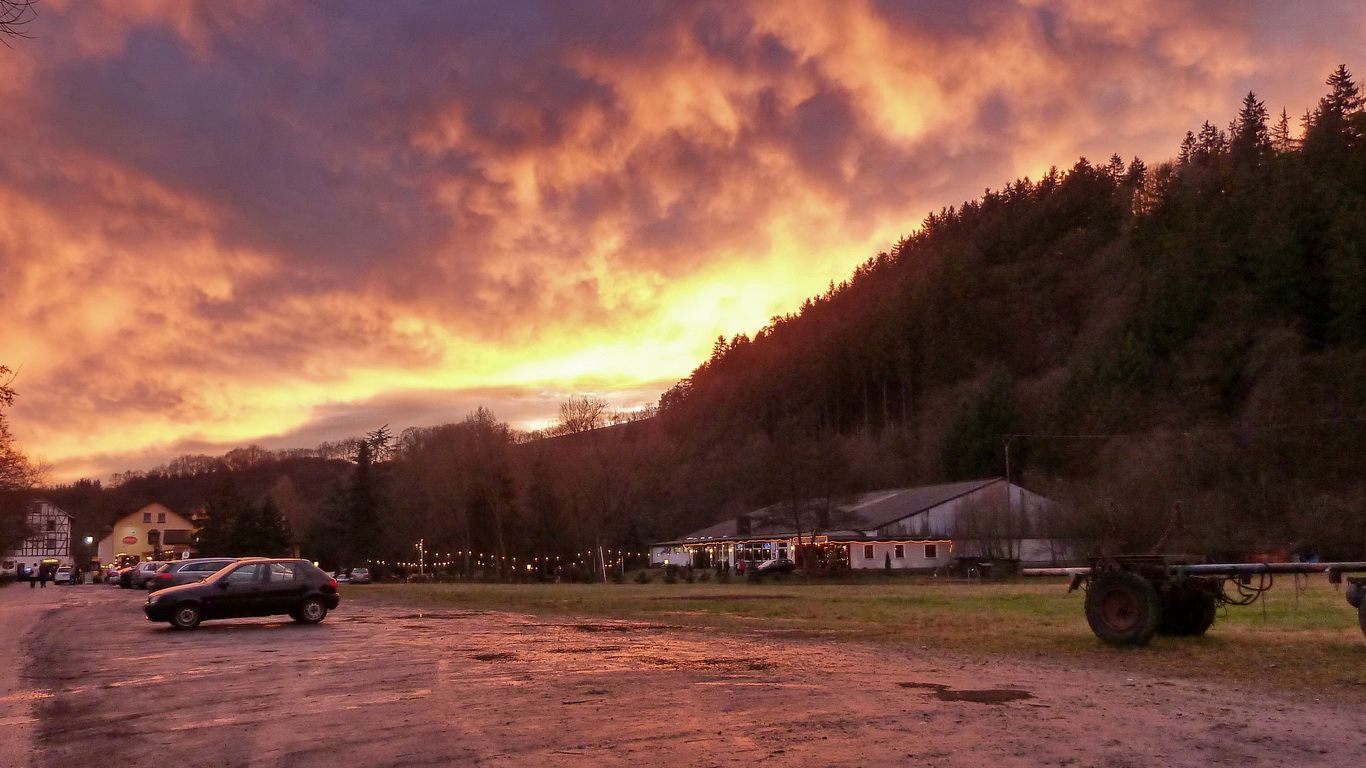
Coucher du soleil à Waldbreitbach

Lors du passage au XXe siècle, et dans un contexte de difficultés économiques, la commune de Waldbreitbach s’est orientée durablement vers le tourisme. L’exploitation agricole, toujours présente, s’est réduite pendant les années 1960. En 2010 il reste six fermes sur le territoire communal. 
Le village est le siège de la congrégation des Franciscaines de la Bienheureuse Vierge Marie des Anges dites Franciscaines de Waldbreitbach.

## Personnalités liées à la ville
- Marie Rose Flesch (1826-1906), religieuse morte à l'abbaye de Marienhaus (de).

## Source
- (de) Cet article est partiellement ou en totalité issu de l’article de Wikipédia en allemand intitulé « Waldbreitbach » (voir la liste des auteurs).